# Гулльмарсплан (станция метро)
Гулльмарсплан (швед. Gullmarsplan) — станция Стокгольмского метрополитена и трамвая, открыта как скоростной трамвай — 3 сентября 1946 года, открыта как метрополитен для зелёной линии — 1 октября 1950 года на участке Слюссен — Хёгдален.
Станция расположена в районе Йоханнесхов, между станциями Сканстулль, Шермарбринк и Глобен, рядом с улицами — Гулльмарсвеген, Олаус Вегнус Вег, Нунэсвеген, Аренавеген и рядом с площадью Гулльмарсплан. Возле станции расположен автобусный терминал и от этой станции отходят более 15 автобусных маршрутов.
Станция на данный момент состоит из трёх наземных, островных платформ. Две предназначены для зелёной линии, а третья для линии скоростного трамвая (Tvärbanan).

## История
Станцию открыли в 1946 году, станция переоборудована под метрополитен в 1950 году. Станция с 1946 по 1958 год называлась Йоханнесхов (швед. Johanneshov) из-за названия одноимённого название района, в котором находится станция.
Между 1995 и 1997 годами были добавлены украшения и неоновые лампы. Художником этих украшений и ламп был Леиф Тьерднед.
8 января 2000 года — был открыт первый участок скоростного трамвая (линии 22) от станции Гулльмарсплан до станции Лильехольмен.
В 2025 году будет открыта подземная станция для синей линии, станция для синей линии будет находиться между станциями Хаммарбю Каналь и Слактхусомродет.